# シモーネ・パフンディ
シモーネ・パフンディ（イタリア語: Simone Pafundi、2006年3月14日 - ）は、イタリア・モンファルコーネ出身のサッカー選手。ウディネーゼ・カルチョ所属。イタリア代表。ポジションはFW、MF。
16歳8か月でイタリアA代表初出場を記録し、第一次世界大戦以降で歴代最年少の出場記録を打ち立てた選手である。

## クラブ歴
15世紀にアルバニアからイタリア南部に逃れてきたアルバニア人の末裔で、ナポリからモンファルコーネに移住した両親の下に生まれた。地元のASDUフィンカンティエリ・モンファルコーネでサッカーを始め、2014年に行われたサッカー大会に飛び級で参加、このプレーがウディネーゼ・カルチョの目に留まり、同クラブに移籍した。2021-22シーズンにはカンピオナート・プリマヴェーラ2で16歳ながら6得点7アシストを記録し、プロ契約及びトップチーム招集となった。
2022年5月22日に行われたセリエA最終節で68分にロベルト・ペレイラに代わって投入されてトップチーム初出場を記録、当時16歳2か月8日でエルマンノ・デル・ゾットに次いでクラブ史上2位の若さ、セリエAではクラブ史上最年少での出場記録を打ち立てた。また、2006年生まれの選手としては史上初めてセリエAに出場した選手となった。
2024年1月25日、FCローザンヌ・スポルトに買取オプション付きのレンタルで移籍した。レンタル期間は2024年末までで、背番号は30番。

## 代表歴
年代別代表ではU-16からの出場歴がある。2023 FIFA U-20ワールドカップでは準優勝を記録した。
A代表では2022年5月に行われたトレーニングキャンプで招集された。同年11月に行われたアルバニア代表及びオーストリア代表との親善試合のメンバーとして招集され、16日のアルバニア代表戦で途中出場を記録した。これによって彼は16歳8か月2日でA代表初出場となり、ロドルフォ・ガヴィネッリ、レンツォ・デ・ヴェッキに次いで歴代3位の若さでの記録となったが、先の二人は1911年と1910年の記録であるため、ここ100年、あるいは第一次世界大戦以降では史上最年少の記録となった。

## プレースタイル
166cmと小柄ながら、左足の技術に長けたトレクァルティスタである。ボールコントロール、視野、速さに長けており、アシストもシュートも出来るためにファイナルサードでの脅威となる選手である。ウディネーゼの元主将であるアントニオ・ディ・ナターレと比較される他、リオネル・メッシの後継者とも称される。